# Anastasia (film din 1986)
Anastasia (în engleză Anastasia: The Mystery of Anna sau Anastasia: The Story of Anna) este un film de televiziune din 1986, produs de NBC. Rolurile principale au fost interpretate de Amy Irving, Olivia de Havilland și Jan Niklas. Filmul a fost vag inspirat din povestea Marii Ducese Anastasia a Rusiei și din cartea The Riddle of Anna Anderson de Peter Kurth. A fost primul film în care a jucat Christian Bale și ultimul film al lui Rex Harrison. El a fost difuzat inițial în două părți.

## Rezumat
Filmul are în centrul său pe Anna Anderson, care crede că ea este Anastasia Romanov, fiica țarului Nicolae al II-lea al Rusiei. Anna își spune povestea în anii 1920, atunci când se afla într-un azil din Berlin. Povestea ei despre scăparea din mâinile bolșevicilor care i-au ucis restul familiei în 1918 pare atât de veridică încât mulți expatriați ruși sunt dispuși să o creadă. Ea câștigă treptat mai multă încredere, dar familia Romanov nu este dispusă să-i creadă povestea și o denunță în mod public ca fiind o impostoare. Filmul culminează cu darea în judecată a Romanovilor de către Anna pentru a-i forța să o recunoască drept Anastasia, dar nu dezvăluie nicăieri dacă Anna este într-adevăr Anastasia.

## Distribuție
- Amy Irving - Anna Anderson
- Olivia de Havilland - împărăteasa văduvă Maria
- Rex Harrison - Marele Duce Kiril Romanov
- Jan Niklas - prințul Erich
- Nicolas Surovy - Serge Markov
- Susan Lucci - Darya Romanoff
- Elke Sommer - Isabel Von Hohenstauffen
- Edward Fox - dr. Hauser
- Claire Bloom - țarina Alexandra
- Omar Sharif - țarul Nicolae al II-lea
- Jennifer Dundas - Marea Ducesă Anastasia
- Christian Bale - țareviciul Alexei
- Andrea Bretterbauer - Sonya Markov
- Sydney Bromley - Herbert
- Arnold Diamond - dr. Markov
- Carol Gillies - Sasha
- Julian Glover - colonelul Kobylinski
- Rachel Gurney - Marea Ducesă Victoria
- Betty Marsden - prințesa Troubetskaya
- Tim McInnerny - Yakovlev

## Premii
| An   | Premiu         | Categorie                                                                   | Persoană                                                        | Rezultat     |
| ---- | -------------- | --------------------------------------------------------------------------- | --------------------------------------------------------------- | ------------ |
| 1987 | Artios         | cel mai bun casting pentru un serial de televiziune                         | Lynn Kressel                                                    | Nominalizare |
| 1987 | Primetime Emmy | cea mai bună compoziție muzicală într-un serial sau film de televiziune     | Laurence Rosenthal                                              | Câștigat     |
| 1987 | Primetime Emmy | cel mai bun design de costume pentru un serial de televiziune               | Jane Robinson (creatoare de costume)                            | Câștigat     |
| 1987 | Primetime Emmy | cel mai bun serial de televiziune                                           | Michael Lepiner Kenneth Kaufman Graham Cottle Marvin J. Chomsky | Nominalizare |
| 1987 | Primetime Emmy | cea mai bună actriță în rol secundar într-un serial sau film de televiziune | Olivia de Havilland                                             | Nominalizare |
| 1987 | Globul de Aur  | cea mai bună actriță în rol secundar într-un serial sau film de televiziune | Olivia de Havilland                                             | Câștigat     |
| 1987 | Globul de Aur  | cel mai bun actor în rol secundar într-un serial sau film de televiziune    | Jan Niklas                                                      | Câștigat     |
| 1987 | Globul de Aur  | cel mai bun serial sau film de televiziune                                  |                                                                 | Nominalizare |
| 1987 | Globul de Aur  | cea mai bună actriță într-un serial sau film de televiziune                 | Amy Irving                                                      | Nominalizare |